# Відеочат

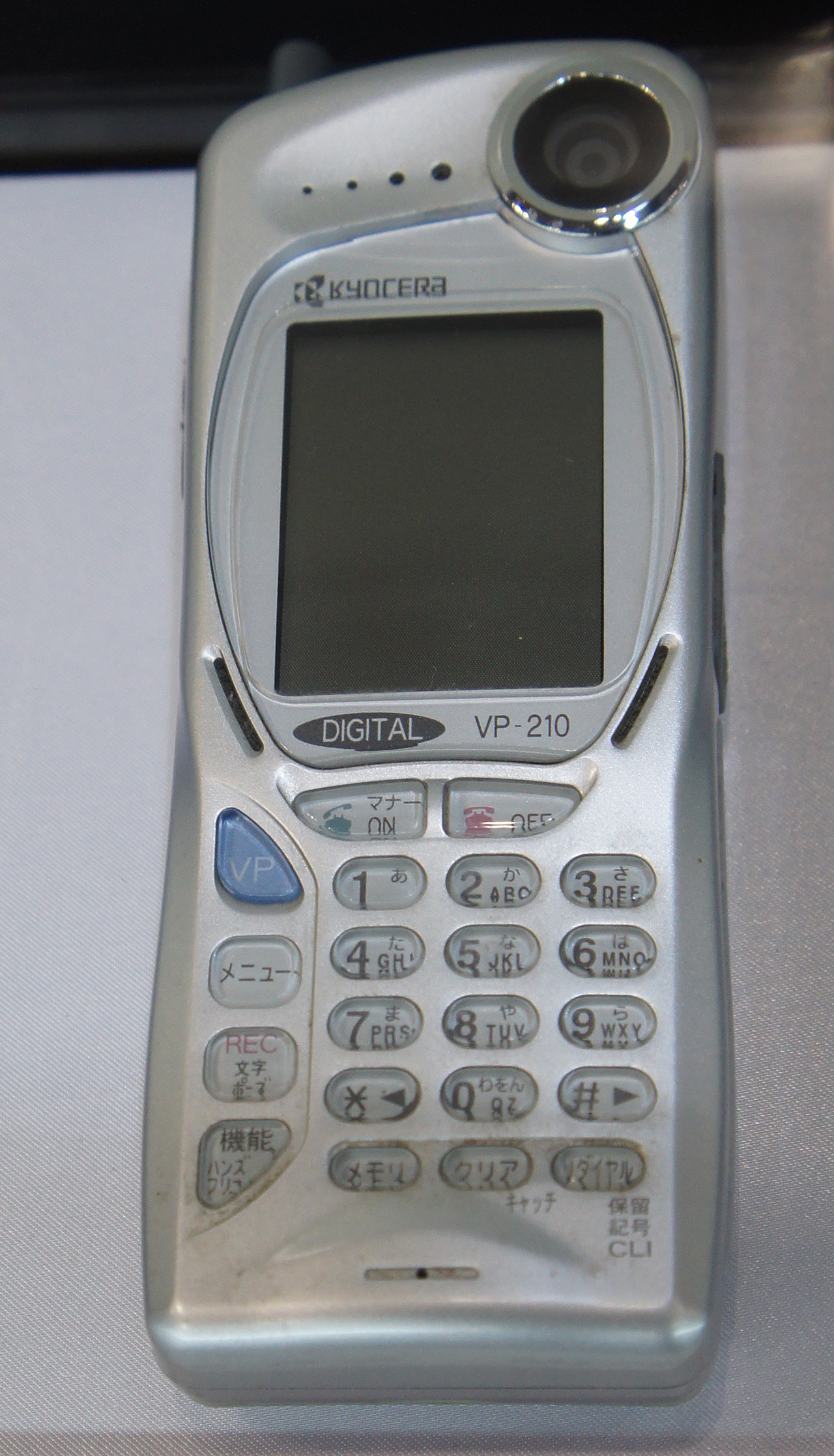
Kyocera VP-210 Visual Phone — перший відеофон, 1999 рік.

Відеотелефонія або відеочат (англ. videotelephony) — послуга телефонії з одночасною передачею відеосигналу між учасниками сеансів (сесій) зв'язку.

## Принцип
У традиційній провідниковій передачі передавача відеосигналу зазвичай здійснюється за IP-мережею (телефонії VoIP) із використанням протоколів SIP або H.323. Для спілкування за допомогою відеозв'язку необхідний комп'ютер, планшет чи смартфон з відповідним програмним забезпеченням, відеокамерою, мікрофоном та доступом до мережі Інтернет.

## Історія
Хоча розвиток відеоконференцій розпочався в кінці 19 століття, ця технологія стала доступною для громадськості лише в 1930-х роках. Ранні демонстраційні версії телефонії були встановлені у «кіосках» у поштових відділеннях і показані на різних світових виставках. До 1970 року AT&T запустив першу справжню систему відеоконференцій, в якій кожен міг підписатися на послугу та мати цю технологію вдома або в офісі. Відеотелефонія також включала «мобільні телефони», які обмінювались нерухомими зображеннями між пристроями кожні кілька секунд по звичайних простих лініях телефонної служби (POTS), по суті такі ж, як телевізор із повільним скануванням. Розвиток вдосконалених відеокодеків, потужніших центральних процесорів та високошвидкісних Інтернет-телекомунікаційних послуг наприкінці 1990-х дозволило відеофонам забезпечувати високоякісні кольорові послуги між користувачами майже в будь-якому місці світу, де доступний Інтернет.